# الإمبراطور ريتشو
الإمبراطور ريتشو (باليابانية: 履中天皇 ريتشو تينو) هو الإمبراطور السابع عشر في اليابان حسب قائمة أباطرة اليابان. لا يوجد أي تواريخ محددة عن فترة حياته أو حكمه. ولكن يعتقد أن فترة حكمه كانت في أوائل القرن الخامس الميلادي.